# Biduanda perlisa
Biduanda perlisa är en fjärilsart som beskrevs av Riley 1942. Biduanda perlisa ingår i släktet Biduanda och familjen juvelvingar. Inga underarter finns listade i Catalogue of Life.